# Brigitte Urban
Brigitte Urban ist eine deutsche Biologin und Professorin für Bodenkunde an der Universität Lüneburg.

## Leben
Urban studierte in Köln Diplombiologie. Sie promovierte zum Dr. rer. nat. an der Universität Stuttgart-Hohenheim und lehrte anschließend als Professorin für Bodenkunde und Biologie an der ehemaligen Fachhochschule Nordostniedersachsen in Suderburg. Zudem ist sie Honorarprofessorin und Dozentin an der Geowissenschaftlichen Fakultät der Universität Tübingen für Quartäre Vegetations- und Umweltgeschichte. Heute ist sie in Lüneburg Professorin für Ökologie, mit dem Schwerpunkt Landschaftswandel an der LEUPHANA Universität.

## Lehr- und Arbeitsgebiet
Ihre Lehre und Forschung betreibt sie zu den Themen Biologie (Ökologie), Geowissenschaften (Bodenkunde) und Global Change (Ressourcenmanagement).

## Engagement und Mitgliedschaften
Urban ist Mitglied des Kuratoriums des Leibniz Instituts für Angewandte Geophysik in Hannover. Außerdem war sie Vizepräsidentin der Fachhochschule Nordostniedersachsen für Forschung und Entwicklung, Internationalisierung. Von 1996 bis 1998 und 2000–2002/3 war sie dort Dekanin des Fachbereiches Bauingenieurwesen (Wasserwirtschaft und Umwelttechnik) und 2003–2005 des Campus Suderburg. Sie war von 2005 bis 2006 Vizepräsidentin der fusionierten Universität Lüneburg. Zudem war sie Local Dean und Lehrende der project area WATER der International Womens University (ifu) von Juli bis Oktober 2000.